# Ü
Ü là một chữ cái thuộc hệ Latin mở rộng. Chữ này được sử dụng trong tiếng Đức với vai trò là một âm riêng biệt, tiếng Tây Ban Nha với vai trò là âm câm. Với việc chuyển tự, chữ này là nguyên âm thứ 6 trong bộ Pinyin, và có nghĩa tương đương với ӱ trong hệ chữ Kirin.
Gõ chữ ü: Trong bàn phím tiếng Đức, chữ này ở vị trí tương đương dấu [. Trong bàn phím Pháp và Tây Ban Nha, chữ này gõ bằng cách gõ dấu hai chấm trên đầu và chữ u. Mã Unicode của chữ là 220 cho chữ hoa và 222 cho chữ thường